# Nimfodora
Nimfodora – imię żeńskie pochodzenia greckiego, złożone z członów νύμφη (nymphe) — "dziewczyna, narzeczona", oraz dōron – "dar". Oznacza zatem "podarowana przez młodą kobietę". Patronką tego imienia jest św. Nimfodora, wspominana razem ze śś. Menodorą i Metrodorą. 
Nimfodora imieniny obchodzi 10 września.